# Leandro Simioni
Leandro Vilas Boas Simioni (* 29. September 1974 in São Bernardo do Campo) ist ein ehemaliger brasilianischer Fußballspieler.

## Karriere
Leandro begann seine Karriere 1994 beim Erstligisten Portuguesa. 1996 wechselte er zum belgischen Cercle Brügge. 1997 wechselte er nach Hong Kong. Hier spielte er bis 2000 für Golden, Sai Kung und Yee Hope FC. 2002 kehrte er nach Brasilien zurück. Danach spielte er bei EC Bahia und Santa Cruz FC. Von 2003 bis 2005 war er beim deutschen Erstligisten Rot-Weiß Oberhausen unter Vertrag. Von 2007 bis 2010 war er außerdem noch beim israelischen FC Bnei Sachnin, Hapoel Be’er Scheva und Maccabi Ironi Bat Yam FC unter Vertrag. 2010 beendete er seine Karriere als Fußballspieler.